# Kazimierz Marchlewski
Kazimierz Franciszek Marchlewski (ur. 22 września 1948 roku w Toruniu) – polski samorządowiec, przewodniczący Samorządowego Sejmiku Województwa Poznańskiego, w latach 2002–2006 wójt gminy Tarnowo Podgórne.

## Życiorys

### Praca i wykształcenie
Absolwent wydziału elektrycznego Politechniki Poznańskiej. Współtwórca studenckiego Radia „Afera”, w latach 1970–1972 jego kierownik. Doktor nauk rolniczych, nauczyciel akademicki w Akademii Rolniczej w Poznaniu.

### Działalność społeczna
Radny gminy Tarnowo Podgórne II kadencji (1994–1998). Był członkiem Zarządu Gminy oraz delegatem do Sejmiku Samorządowego Województwa Poznańskiego, którego został wiceprzewodniczącym, a następnie przewodniczącym. W latach 1998–2002 radny powiatu poznańskiego.
W 1991 roku zainicjował powołanie miesięcznika „Sąsiadka” adresowanego do mieszkańców Przeźmierowa. Od 1993 roku pełnił funkcję redaktora gminnej gazety „Sąsiadka~Czytaj”.
Był członkiem Platformy Obywatelskiej. W 2002 roku przystąpił do wyborów wójta z komitetu KWW Nasza Gmina Tarnowo Podgórne. Wygrał w drugiej turze z wynikiem 54,16% głosów, pokonując dotychczasowego wójta, Krzysztofa Krzysztofiaka. Zgodnie z umową zawartą przed głosowaniem, wybrał Krzysztofiaka na swojego zastępcę.
Nieskutecznie ubiegał się o reelekcję. 12 listopada 2006 roku przegrał wybory z Tadeuszem Czajką, zdobywając 49,17% głosów.
Od 2009 roku koordynował prace dokumentacji i opracowywania historii gminy Tarnowo Podgórne.